# Boudewijn Hendricksz
Boudewijn Hendricksz (? – Cabañas, 2 juni 1626) (ook bekend als Hendrikszoon of Bouwen Heyns en als Bowdoin Henrick voor de Engelsen en Balduino Enrico voor de Spanjaarden) was een Nederlandse kaper en admiraal. Hij is het meest bekend vanwege zijn rol in de Slag om San Juan tijdens de Tachtigjarige Oorlog.

## Militaire campagnes
De West-Indische Compagnie (WIC) werd in 1621 opgericht met het doel de Spaanse handel te frustreren door de koloniën aan te vallen en door middel van kaapvaart Spaanse schepen te veroveren.

### Brazilië
In 1624 viel de WIC succesvol Salvador de Bahia aan, waardoor het ook de Allerheiligenbaai in handen kreeg. De Spanjaarden zette een tegenaanval in en in 1625 kreeg admiraal Boudewijn Hendricksz de opdracht om de belegering van Salvador de Bahia te doorbreken en de stad te redden van de Spanjaarden. Voor deze opdracht kreeg hij een vloot mee van 34 goedbewapende schepen en 6500 soldaten. Zijn vloot bestond uit drie elementen, een deel onder zijn bevel en de andere twee stonden onder leiding van Jan Dircksz. Lam en Andries Veron. Hendricksz was de hoogste in rang. De zeereis duurde te lang en hij kwam op 26 mei 1626 in Brazilië aan, toen hadden de Spanjaarden de Nederlanders al uit de stad verdreven.
Enkele dagen na zijn aankomst gaf hij opdracht voor een aanval. De Spaanse bevelvoerder Fadrique de Toledo was vroegtijdig geïnformeerd en had zijn zes galjoenen gunstig verankerd. Toen Hendricksz de grote vloot zag liggen, besloot hij de baai niet binnen te varen en terug te trekken naar open zee. De Spaanse oorlogsschepen probeerden hem te achtervolgen, maar een galjoen liep aan de grond en de achtervolging werd gestaakt.
Hendricksz verdeelde zijn vloot in twee groepen. Een klein deel vertrok met voorraden en munitie voor het garnizoen van Salvador. Het grootste deel van zijn vloot zeilde naar Paraíba, de meest oostelijke punt van Brazilië. Hier werd de vloot weer gesplitst. De helft van de schepen, onder bevel van Andries Veron, zeilde naar Afrika om in Ghana de Portugese handelspost van fort Elmina in te nemen.

### Puerto Rico

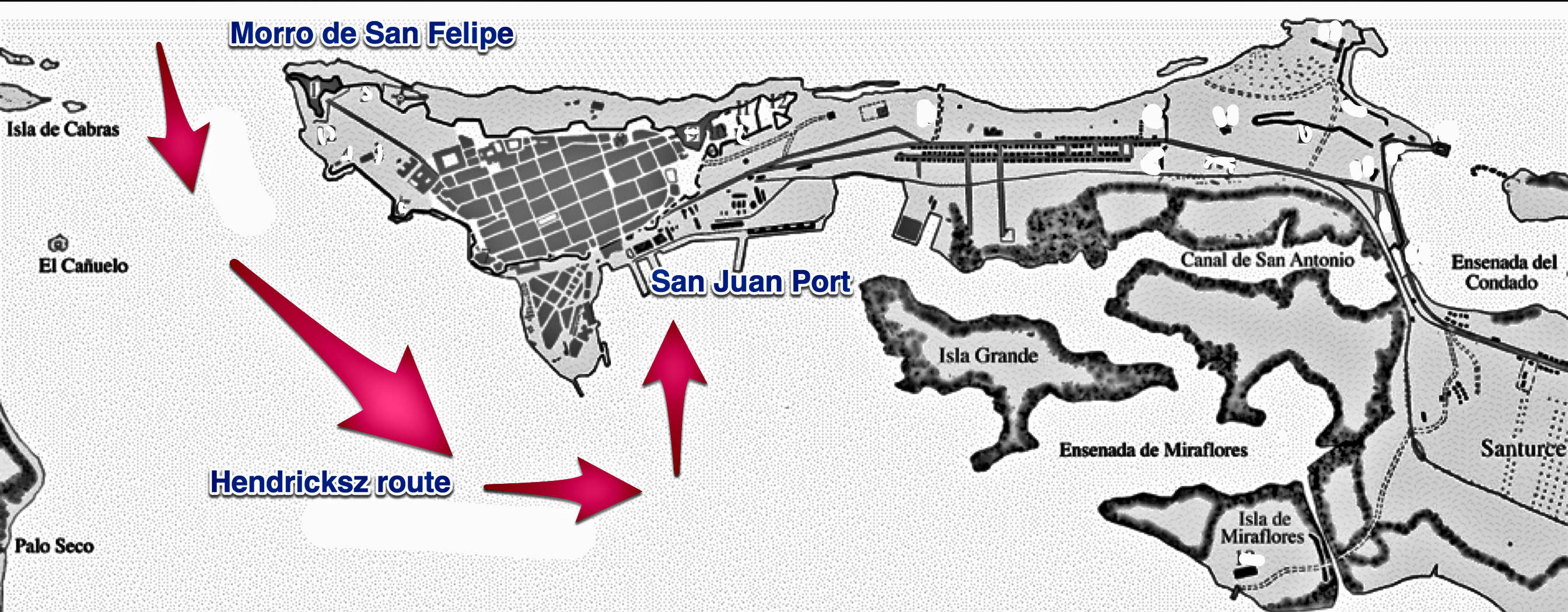
Aanvalroute van Hendrickszn

De rest, onder bevel van Hendricksz, voer naar San Juan in Puerto Rico om deze stad in te nemen. Hier arriveerde hij op 24 september 1625 met 17 schepen en 2000 man. Hij stuurde een bericht naar de gouverneur van Puerto Rico, Juan de Haro, waarin hij hem beval het eiland over te geven. De Haro weigerde. Hij was een ervaren militair en verwachtte een aanval in de oostpunt van het eiland San Juan bij Boquerón en liet versterkingen aanrukken. De Nederlanders namen echter een andere route en landden in het zuiden van de stad bij La Puntilla.
De Haro realiseerde zijn fout en realiseerde dat een invasie onvermijdelijk was. Hij gaf het bevel tot de evacuatie van het belangrijkste verdedigingswerk Castillo San Felipe del Morro (El Morro) en de stad San Juan. Gouverneur Juan de Vargas kreeg de taak gewapend verzet te organiseren in het binnenland. Op 25 september viel Hendricksz de stad aan en belegerde El Morro. Hij veroverde La Fortaleza, het huis van de gouverneur, en vestigde hier zijn hoofdkwartier. De kanonnen van El Morro bestookten de aanvallers waarbij 60 Nederlanders werden gedood. Hendricksz kreeg een zwaardwond in zijn nek. Tegelijkertijd werden ook de Nederlandse schepen voor de kust aangevallen. Na een hevige strijd gaven de Nederlanders het op. Op 21 oktober verdreven de Spanjaarden Hendricksz en zijn mannen uit de stad en ze keerden terug naar de schepen.
Hendricksz verloor in deze strijd meer dan 400 man en een van zijn grootste schepen moest hij achterlaten omdat deze gestrand was. Hij deed nog een poging om Aguada aan de westkust te veroveren, maar hij werd opnieuw verslagen. Dit was zijn laatste actie om het eiland in te nemen.

## Overlijden en thuisreis
Hij vervolgde de reis via Santo Domingo naar Isla Margarita voor de kust van het huidige Venezuela. Op 22 februari 1626 veroverde hij Pampatar en ging van boord in een dorp dat nu Porlamar heet. Het waren kleine successen die in geen verhouding stonden tot de inzet van zo'n grote vloot en kostbare expeditie.
Hij voer naar Havana, maar hij oordeelde dat de verdediging te sterk was en hij viel de stad niet aan. Hij reisde door naar Cabañas (Cuba) waar hij proviand innam. Daar werd hij ziek en stierf een week later op 2 juni 1626. Het scheepsvolk sloeg aan het muiten en de vloot keerde terug naar Holland. Van de 1500 man die Puerto Rico hadden aangevallen keerden er slechts 700 terug. Hij werd begraven op 4 september 1626 in de Grote Kerk te Edam. Op zijn grafzerk werd gebeiteld: den 4 september is alhier begraven den erenfesten manhafter Bouwen Heyns in sijn leven generaal overde vlooten in dienste van de West Indische Comp. stierf op de voyagie den 2 juny 1626.